# Баучі
Баучі — місто в Нігерії. Є адміністративним центром однойменних штату та муніципалітету. Населення - 316 149 осіб (за оцінкою 2010 року).

## Історія
Місто було засноване в 1809 році еміром Якубу після того, як він приєднав до своєї держави (ним же і заснованій) саванні землі, населені немусульманськими народами. Свого розквіту місто досягло в період правління сина Якубу - Ібрахіма ібн Якубу. Емір Умару у 1877 році переніс столицю в місто Раута, але Баучі продовжувало залишатися резиденцією правителів країни, поки не потрапило у 1902 році під владу англійців, які повалили еміра .
У колоніальний період Баучі двічі був провінційним центром: з 1904 по 1911 і з 1917 по 1924 роки. З 1926 року - столиця провінції Баучі, з 1976 року - однойменного штату .

## Транспорт
Місто лежить на залізничній лінії Порт-Харкорт - Майдугурі. Автомобільні траси пов'язують Баучі з такими великими нігерійськими містами, як Джос, Майдугурі, Кано та  Гомбе, а також з містом Деба-Хабе.